# Nek (piosenkarz)
Nek, właściwie Filippo Neviani (ur. 6 stycznia 1972 w Sassuolo) – włoski piosenkarz.

## Życiorys

### Wczesne lata
Urodził się w Sassuolo, małym mieście w prowincji Modena. W wieku 9 lat nauczył się grać na gitarze. W 1984 stworzył duet muzyczny z Gianlucą Vaccarim. Wokaliści zyskali popularność wśród młodzieży. Na początku zwykle grywali na studniówkach, przyjęciach urodzinowych i innych okazyjnych wydarzeniach. Wtedy też piosenkarz zaczął profesjonalnie zajmować się śpiewaniem, najpierw z grupą country Winchester, a potem z zespołem rockowym White Lady.

### Kariera
W 1991 zajął drugie miejsce na Festivalu w Castrocaro. W 1992 wydał swój pierwszy solowy album. Rok później z utworem In te zajął trzecie miejsce pośród „młodych” na Festiwalu w San Remo. Sinigel promował jego drugi album studyjny o tym samym tytule.
W 1994 wydał swój trzeci album, zatytułowany Calore Umano, i ulokował się na drugim miejscu Festival Italiano z piosenką Angeli Nel Ghetto. W tym roku zdobył także nagrodę dla Najlepszego młodego włoskiego wykonawcy.
W 1996 podpisał kontraktu muzyczny z wytwórnią WEA (dziś Warner Music). W 1997 wziął udział w Festiwalu w San Remo z utworem Laura Non C'e', który stał się przebojem. Utwór został umieszczony na jego kolejnym albumie, zatytułowanym Lei, Gli Amici E Tutto Il Resto, za który otrzymał sześć platynowych płyt, sprzedając w 600 tys. egzemplarzy płyty we Włoszech. Płyta cieszyła się też popularnością w innych krajach Europy oraz w Ameryce Południowej. Latem Nek wystąpił z utworem Sei Grande w konkursie Festivalbar.
W czerwcu 1998 ukazała się piąta płyta artysty, zatytułowana In Due. Pochodzący z płyty singiel Se Io Non Avessi Te był przez cztery miesiące najczęściej puszczanym hitem przez najważniejsze stacje radiowe. 9 lipca otrzymał nagrodę IFPI za sprzedaż albumu pt. Lei, Gli Amici E Tutto Il Resto w milionowym nakładzie. W 1999 odbył światową trasę koncertową.
24 maja 2002 ukazał się jego siódmy album, zatytułowany Le Cose Da Difendere. Menedżerem piosenkarza został Alfredo Cerutti, za produkcję jego materiału odpowiadał Dado Parisini, który wcześniej wylansował Laurę Pausini. W październiku ukazała się (w dwóch wersjach językowych) składanka Nek. The Best of... L'anno Zero, podsumowująca 10 lat pracy artysty. Została sprzedana w 250 tys. kopii we Włoszech, gdzie utrzymywała się przez ponad 27 tygodni na liście bestsellerów.
W 2005 wydał album zatytułowany Una Parte Di Me, zawierający piosenkę Lascia che io sia, która wkrótce wielokrotnie zajmowała pierwsze miejsce na listach włoskich przebojów. 2 lipca wziął udział w koncercie Live 8, który odbył się na Circus Maximus. W 2006 wydał dziesiąty album, zatytułowany Nella Stanza 26. Singlem promującym płytę został utwór Instabile. Na początku 2007 wydał następny singiel Notte di Febbraio.
Jedenastą płytę, zatytułowaną Un'altra direzione (hiszpańska wersja: „Nuevas direcciones”) promował singlami: La voglia che non vorrei („Deseo que ya no puede ser”), Se non ami („Si no amas”) oraz „Semplici Emozioni” („Simples Emociones”). Wziął też gościnny udział w koncercie włoskich artystów, z którego dochód przeznaczony był na pomoc poszkodowanym w trzęsieniu ziemi w Abruzji.

### Życie prywatne
We wrześniu 2006 poślubił swoją byłą asystentkę Patrizię Vacondio.

## Dyskografia

### Albumy studyjne
| - Nek (1992) - In te (1993) - Calore umano(1994) - Lei, gli amici e tutto il resto (1997) - In due (1998) - La vita è (2000) - Le cose da difendere (2002) - L'anno zero. The Best of Nek (2003) - Una parte di me (2005) - Nella stanza 26 (2006) - Un'altra direzione (2009) - Filippo Neviani (2013) - Prima di parlare (2015) - Unici (2016) - Il mio gioco preferito (2019) | - Nek (1997) - Entre tu y yo (1998) - La vida es (2000) - Las cosas que defendere (2002) - El año cero. Lo Mejor de Nek (2003) - Una parte de mi (2005) - En el quarto 26 (2007) - Nuevas direcciones (2009) - Filippo Neviani (2013) - Antes de que hables (2015) - Únicos (2017) |